# Neshannock Creek
La Neshannock Creek est un cours d'eau américain qui s'écoule dans les comtés de Lawrence puis de Mercer, en Pennsylvanie. S'écoulant en direction du sud-ouest, ce ruisseau se jette dans la Shenango, qui fait partie du système hydrologique du Mississippi. Il traverse notamment la localité de Volant.